# Steve Zabel
Steven Gregory Zabel (Minneapolis, 20 de marzo de 1948) es un exjugador estadounidense de fútbol americano que ocupaba la posición de linebacker y tight end en la Liga Nacional de Fútbol —en inglés: National Football League— desde 1970 a 1979.

## Carrera
Jugó fútbol americano universitario en la Universidad de Oklahoma, siendo reclutado por los Philadelphia Eagles en el Draft de la NFL de 1970 en la 6º posición de la primera ronda. Jugó en dicho equipo hasta la temporada de 1974, posteriormente militaría en los New England Patriots desde las temporadas de 1975 hasta 1978, para finalizar su carrera en los Baltimore Colts en 1979.

### Estadísticas

#### Temporada regular
|                                    |      |    |            |        |        |   |     |           | Recepciones | Recepciones | Recepciones | Recepciones | Rushing | Rushing | Rushing | Rushing | Puntos | Puntos | Retornos de kickoff | Retornos de kickoff | Retornos de kickoff | Retornos de kickoff | Intercepciones defensivas | Intercepciones defensivas | Intercepciones defensivas |
| Rk                                 | Año  | #  | Fecha      | Edad   | Equipo |   | Opp | Resultado | Rec         | Yds         | Y/R         | TD          | Att     | Yds     | Y/A     | TD      | TD     | Pts    | Rt                  | Yds                 | Y/Rt                | TD                  | Int                       | Yds                       | TD                        |
| ---------------------------------- | ---- | -- | ---------- | ------ | ------ | - | --- | --------- | ----------- | ----------- | ----------- | ----------- | ------- | ------- | ------- | ------- | ------ | ------ | ------------------- | ------------------- | ------------------- | ------------------- | ------------------------- | ------------------------- | ------------------------- |
| 1                                  | 1970 | 1  | 20-09-1970 | 22-184 | PHI    |   | DAL | D 7-17    | 1           | 23          | 23.00       | 0           | 0       | 0       |         | 0       | 0      | 0      | 0                   | 0                   |                     | 0                   | 0                         | 0                         | 0                         |
| 2                                  | 1970 | 5  | 18-10-1970 | 22-212 | PHI    |   | STL | D 20-35   | 1           | 23          | 23.00       | 0           | 0       | 0       |         | 0       | 0      | 0      | 0                   | 0                   |                     | 0                   | 0                         | 0                         | 0                         |
| 3                                  | 1970 | 8  | 08-11-1970 | 22-233 | PHI    |   | MIA | T 24-17   | 2           | 13          | 6.50        | 1           | 0       | 0       |         | 0       | 1      | 6      | 0                   | 0                   |                     | 0                   | 0                         | 0                         | 0                         |
| 4                                  | 1970 | 9  | 15-11-1970 | 22-240 | PHI    |   | ATL | T 13-13   | 2           | 30          | 15.00       | 0           | 0       | 0       |         | 0       | 0      | 0      | 0                   | 0                   |                     | 0                   | 0                         | 0                         | 0                         |
| 5                                  | 1970 | 12 | 06-12-1970 | 22-261 | PHI    | @ | BAL | D 10-29   | 1           | 25          | 25.00       | 0           | 0       | 0       |         | 0       | 0      | 0      | 0                   | 0                   |                     | 0                   | 0                         | 0                         | 0                         |
| 6                                  | 1970 | 14 | 20-12-1970 | 22-275 | PHI    |   | PIT | T 30-20   | 1           | 5           | 5.00        | 0           | 0       | 0       |         | 0       | 0      | 0      | 0                   | 0                   |                     | 0                   | 0                         | 0                         | 0                         |
|                                    |      |    |            |        |        |   |     |           |             |             |             |             |         |         |         |         |        |        |                     |                     |                     |                     |                           |                           |                           |
| 7                                  | 1971 | 2  | 26-09-1971 | 23-190 | PHI    |   | DAL | D 7-42    | 0           | 0           |             | 0           | 0       | 0       |         | 0       | 0      | 0      | 1                   | 0                   | 0.00                | 0                   | 0                         | 0                         | 0                         |
| 8                                  | 1971 | 8  | 07-11-1971 | 23-232 | PHI    | @ | WAS | T 7-7     | 0           | 0           |             | 0           | 1       | -5      | -5.00   | 0       | 0      | 0      | 0                   | 0                   |                     | 0                   | 0                         | 0                         | 0                         |
| 9                                  | 1971 | 10 | 21-11-1971 | 23-246 | PHI    | @ | STL | T 37-20   | 0           | 0           |             | 0           | 0       | 0       |         | 0       | 0      | 0      | 0                   | 0                   |                     | 0                   | 1                         | 4                         | 0                         |
| 10                                 | 1971 | 11 | 28-11-1971 | 23-253 | PHI    |   | WAS | D 13-20   | 1           | 1           | 1.00        | 1           | 0       | 0       |         | 0       | 1      | 6      | 0                   | 0                   |                     | 0                   | 0                         | 0                         | 0                         |
| 11                                 | 1971 | 14 | 19-12-1971 | 23-274 | PHI    | @ | NYG | T 41-28   | 1           | 3           | 3.00        | 1           | 0       | 0       |         | 0       | 1      | 6      | 0                   | 0                   |                     | 0                   | 0                         | 0                         | 0                         |
|                                    |      |    |            |        |        |   |     |           |             |             |             |             |         |         |         |         |        |        |                     |                     |                     |                     |                           |                           |                           |
| 12                                 | 1973 | 5  | 14-10-1973 | 25-208 | PHI    | @ | STL | T 27-24   | 0           | 0           |             | 0           | 0       | 0       |         | 0       | 0      | 0      | 0                   | 0                   |                     | 0                   | 1                         | 7                         | 0                         |
| 13                                 | 1973 | 7  | 28-10-1973 | 25-222 | PHI    |   | DAL | T 30-16   | 0           | 0           |             | 0           | 0       | 0       |         | 0       | 0      | 0      | 0                   | 0                   |                     | 0                   | 1                         | 6                         | 0                         |
|                                    |      |    |            |        |        |   |     |           |             |             |             |             |         |         |         |         |        |        |                     |                     |                     |                     |                           |                           |                           |
| 14                                 | 1974 | 3  | 29-09-1974 | 26-193 | PHI    |   | BAL | T 30-10   | 0           | 0           |             | 0           | 0       | 0       |         | 0       | 0      | 0      | 0                   | 0                   |                     | 0                   | 1                         | 7                         | 0                         |
| 15                                 | 1974 | 10 | 17-11-1974 | 26-242 | PHI    |   | STL | D 3-13    | 0           | 0           |             | 0           | 0       | 0       |         | 0       | 0      | 0      | 0                   | 0                   |                     | 0                   | 1                         | 5                         | 0                         |
|                                    |      |    |            |        |        |   |     |           |             |             |             |             |         |         |         |         |        |        |                     |                     |                     |                     |                           |                           |                           |
| 16                                 | 1978 | 7  | 15-10-1978 | 30-209 | NWE    | @ | CIN | T 10-3    | 0           | 0           |             | 0           | 0       | 0       |         | 0       | 0      | 0      | 0                   | 0                   |                     | 0                   | 1                         | 0                         | 0                         |
|                                    |      |    | 16 juegos  |        |        |   |     |           | 10          | 123         | 12.30       | 3           | 1       | -5      | -5.00   | 0       | 3      | 18     | 1                   | 0                   | 0.00                | 0                   | 6                         | 29                        | 0                         |
| Fuente: pro-football-reference.com |      |    |            |        |        |   |     |           |             |             |             |             |         |         |         |         |        |        |                     |                     |                     |                     |                           |                           |                           |

#### Eliminación directa(Playoffs)
| 1                                  | 1976 | 15 | 18-12-1976 | 28-273 | NWE | @ | OAK | D 21-24 |  |  |  |  |  |  |  |  |  |  |  |  |  |  |  |  |  |
|                                    |      |    |            |        |     |   |     |         |  |  |  |  |  |  |  |  |  |  |  |  |  |  |  |  |  |
| 2                                  | 1978 | 17 | 31-12-1978 | 30-286 | NWE |   | HOU | D 14-31 |  |  |  |  |  |  |  |  |  |  |  |  |  |  |  |  |  |
|                                    |      |    | 2 juegos   |        |     |   |     |         |  |  |  |  |  |  |  |  |  |  |  |  |  |  |  |  |  |
| Fuente: pro-football-reference.com |      |    |            |        |     |   |     |         |  |  |  |  |  |  |  |  |  |  |  |  |  |  |  |  |  |